# Zenaida aurita
Zenaida aurita е вид птица от семейство Гълъбови (Columbidae).

## Разпространение
Видът е разпространен в Ангуила, Антигуа и Барбуда, Американските Вирджински острови, Бахамските острови, Барбадос, Бонер, Синт Еустациус, Саба, Британските Вирджински острови, Гренада, Гваделупа, Доминика, Доминиканската република, Кайманови острови, Куба, Мартиника, Мексико, Монсерат, Пуерто Рико, Сейнт Китс и Невис, Сейнт Лусия, Сен Мартен, Сейнт Винсент и Гренадини, САЩ, Търкс и Кайкос, Хаити и Ямайка.